# Rjumka wodki na stole
Rjumka wodki na stole (russisch Рюмка водки на столе ‚Ein Glas Wodka auf dem Tisch‘) ist eine Ballade des russischen Musikers Jewgeni Grigorjew.

## Hintergrund

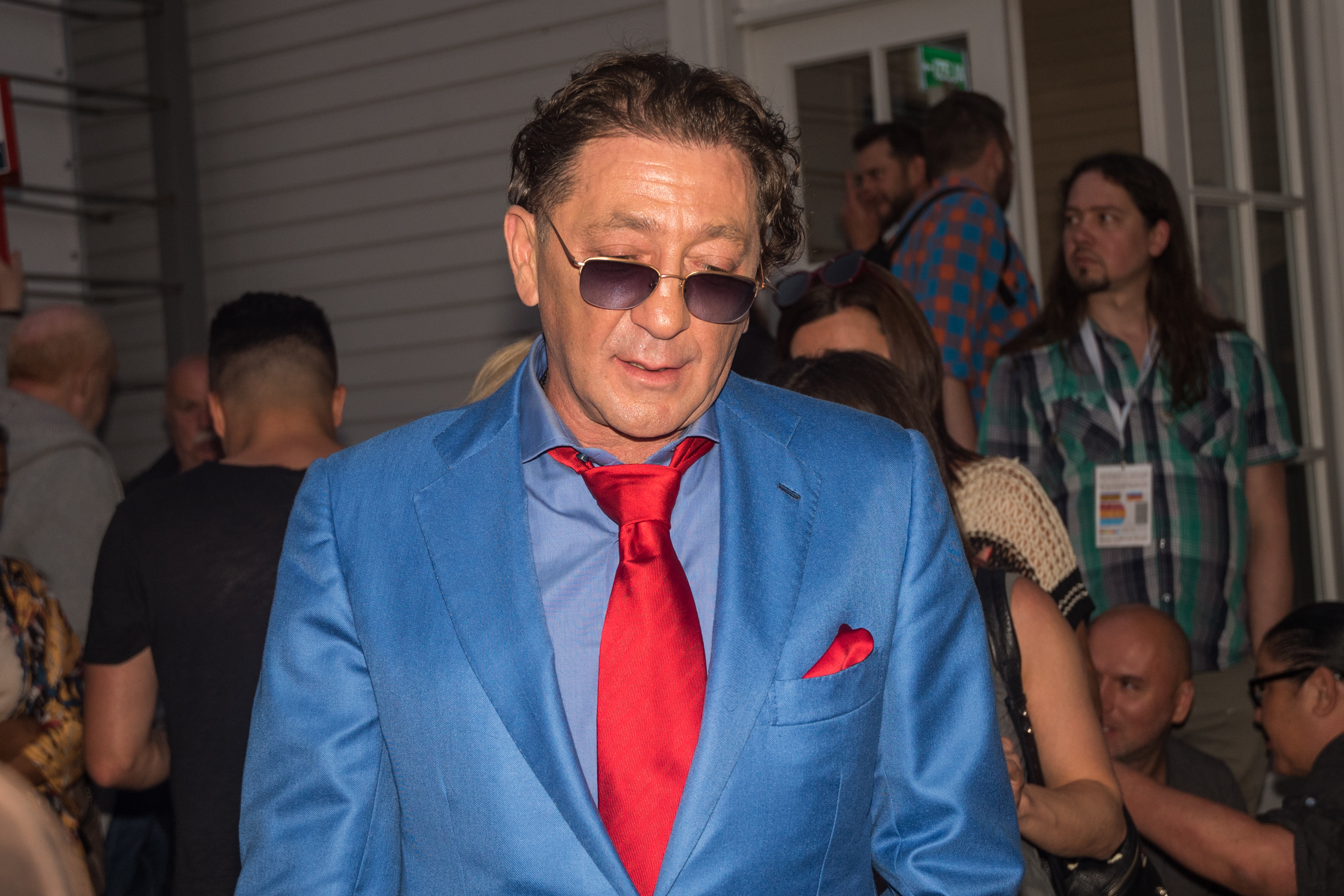
Grigori Leps, der das Lied mit seiner Interpretation berühmt machte

Grigorjew komponierte das Lied in den 1990er-Jahren. Es brachte ihm rasch lokale Bekanntheit ein. Um die Jahrtausendwende lernte er den Musiker Grigori Leps kennen. Aus finanzieller Not heraus bot er Leps den Verkauf der Lizenzrechte an, worauf dieser einging. Leps sah im Lied ein großes Potential, und so veröffentlichte er seine Interpretation im Jahr 2002 als erster Titel seines Albums Na Strunach Doschdja (de. „Auf den Saiten des Regens“). Im selben Jahr wurde auch ein Musikvideo gedreht. Das Lied erlangte eine sehr hohe Popularität.
Grigorjew gab später an, Leps die Rechte an dem Lied für 300 US-Dollar verkauft zu haben.